# Bernd Hilder
Bernd Hilder (* 9. April 1959 in Bückeburg, Niedersachsen) ist ein deutscher Journalist und Medienmanager.
Nach seinem 1978 Abitur am Neuen Gymnasium Stadthagen begann er in Freiburg Rechtswissenschaft und Politikwissenschaft zu studieren, brach das Studium jedoch ab und arbeitete seit 1982 als freier Journalist und später als Redakteur beim Sender Freies Berlin (SFB). Ende der 1980er Jahre war er ARD-Hörfunkkorrespondent in Washington, anschließend berichtete er mit Sitz in Mexiko über Lateinamerika und die Karibik.
1995 wurde er Chefredakteur der Schaumburger Nachrichten in Stadthagen, 2000 beim Göttinger Tageblatt und 2003 bei der Leipziger Volkszeitung (alle Verlagsgesellschaft Madsack). Anfang September 2011 wurde Hilder vom Verwaltungsrat des Mitteldeutschen Rundfunks (MDR) als möglicher Nachfolger des bisherigen MDR-Intendanten Udo Reiter nominiert, scheiterte jedoch bei der Wahl im Rundfunkrat mit 29 Gegenstimmen bei 41 Stimmberechtigten. Stattdessen wurde Carola Wille zur MDR-Intendantin gewählt.
Sein Nachfolger bei der Leipziger Volkszeitung in Leipzig wurde am 1. April 2012 Jan Emendörfer.
Hilder war von September 2013 bis Januar 2016 Chefredakteur der Thüringischen Landeszeitung in Weimar, sein Nachfolger wurde im Januar 2016 Nils Kawig.
Bernd Hilder ist verheiratet und hat zwei Kinder (Sohn/Tochter). Er ist parteilos.